# پارک ملی رأس محمد
پارک ملی رأس محمد (انگلیسی: Ras Muhammad National Park)، پارکی ملی در کشور مصر و جنوب شبه‌جزیره سینا، در کناره خلیج سوئز از سمت غرب و خلیج عقبه از سمت شرق است. این پارک مبدل به مرکز اکوتوریسم در ناحیه سینا شده است.